# Cinque Torri
Le Cinque Torri (talvolta dette anche Cinque Torri di Averau; Penes de Naerou in ladino; Fünf Türme in tedesco) sono un piccolo complesso montuoso facente parte del gruppo del Nuvolau, all'interno delle Dolomiti Ampezzane (catena delle Dolomiti orientali), a nord-ovest di San Vito di Cadore e a sud-ovest di Cortina d'Ampezzo.

## Descrizione
Le Cinque Torri, come tutte le formazioni montuose della zona, sono formate da roccia di dolomia, dal particolare color grigio pallido. Il complesso è formato da cinque speroni di roccia (da cui deriva il nome) e raggiunge un'altitudine massima di 2.361 m s.l.m. (Torre Grande). Ogni "torre" ha un proprio nome:
- Torre Grande, la maggiore, presenta tre cime ambitissime dagli appassionati rocciatori: Cima Nord, Cima Sud e Cima Ovest;
- Torre Seconda, composta da tre cime distinte chiamate Torre Lusy, Torre del Barancio e Torre Romana;
- Terza Torre, o Torre Latina;
- Quarta Torre, formata da due diversi denti di roccia di diversa grandezza, e per questo chiamati rispettivamente Torre Quarta Bassa e Torre Quarta Alta;
- Quinta Torre, o Torre Inglese.

Sono situate nella zona sud-occidentale della conca ampezzana, a nord del vicino monte Averau, di cui le Cinque Torri possono essere considerate parte. Nel Giugno del 2004 una delle Cinque Torri è crollata. Era una delle minori, ma anche delle più belle e amate dagli arrampicatori. 
Ora quello che rimane di questa torre è coricato verso nord-est rispetto al punto originario. Durante il crollo, o meglio lo slittamento visto il suo piano basale perfettamente liscio, la torre si è divisa in tre parti, due blocchi che sono rimasti quasi intatti e una terza sezione (la cima) che si è invece sbriciolata.

## Logistica
In zona Cinque Torri sono presenti i seguenti rifugi alpini:
- Rifugio Cinque Torri, 2.137 m
- Rifugio Scoiattoli, 2.255 m

## Attività

### Escursionismo
In periodo estivo è possibile effettuare gite ed escursioni nei boschi e sui sentieri attrezzati, tra i quali ricordiamo l'Alta via n. 1 delle Dolomiti, la muraglia di Giau (lungo il confine tra i comuni di Cortina e San Vito), gli itinerari verso il Nuvolau e il passo Giau e il percorso storico nelle trincee della prima guerra mondiale.

### Arrampicata
Le Cinque Torri sono un'area molto frequentata sia da alpinisti che da arrampicatori sportivi grazie al grande numero e all'ampia scelta di vie con difficoltà molto varie. Sono presenti anche intinerari di più tiri.
Storicamente sono da sempre considerate la palestra di roccia degli Scoiattoli di Cortina.

### Sci
In inverno, le Cinque Torri sono un importantissimo polo sciistico ampezzano, le cui piste fanno parte di un comprensorio del Dolomiti Superski che le collega ai vicini monti Lagazuoi e Col Gallina. Fino a pochi anni fa era possibile effettuare il percorso con gli sci ai piedi solo in direzione Lagazuoi - Col Gallina - Cinque Torri, ma a partire dalla stagione invernale 2008-2009 è possibile tornare dalla zona di Cinque Torri alla più alta zona di passo Falzarego tramite il nuovissimo impianto biposto "Croda Negra" e al raccordo passante oltre il monte Averau.

## Storia
Questa zona fu teatro di aspre battaglie tra truppe italiane e austro-ungariche durante la Grande Guerra; conserva ancor oggi numerose testimonianze delle battaglie e delle costruzioni belliche erette dal Regio Esercito italiano, recentemente recuperate in seno ad un'operazione di ristrutturazione e valorizzazione che ha permesso la creazione di interessanti itinerari storici.
Nella zona Lagazuoi-Cinque Torri è stato realizzato il più esteso museo della Prima Guerra Mondiale (su un raggio di 5 km), composto dai musei all'aperto del Lagazuoi, delle Cinque Torri, del Sasso di Stria e dal museo del Forte Tre Sassi.

## Galleria d'immagini

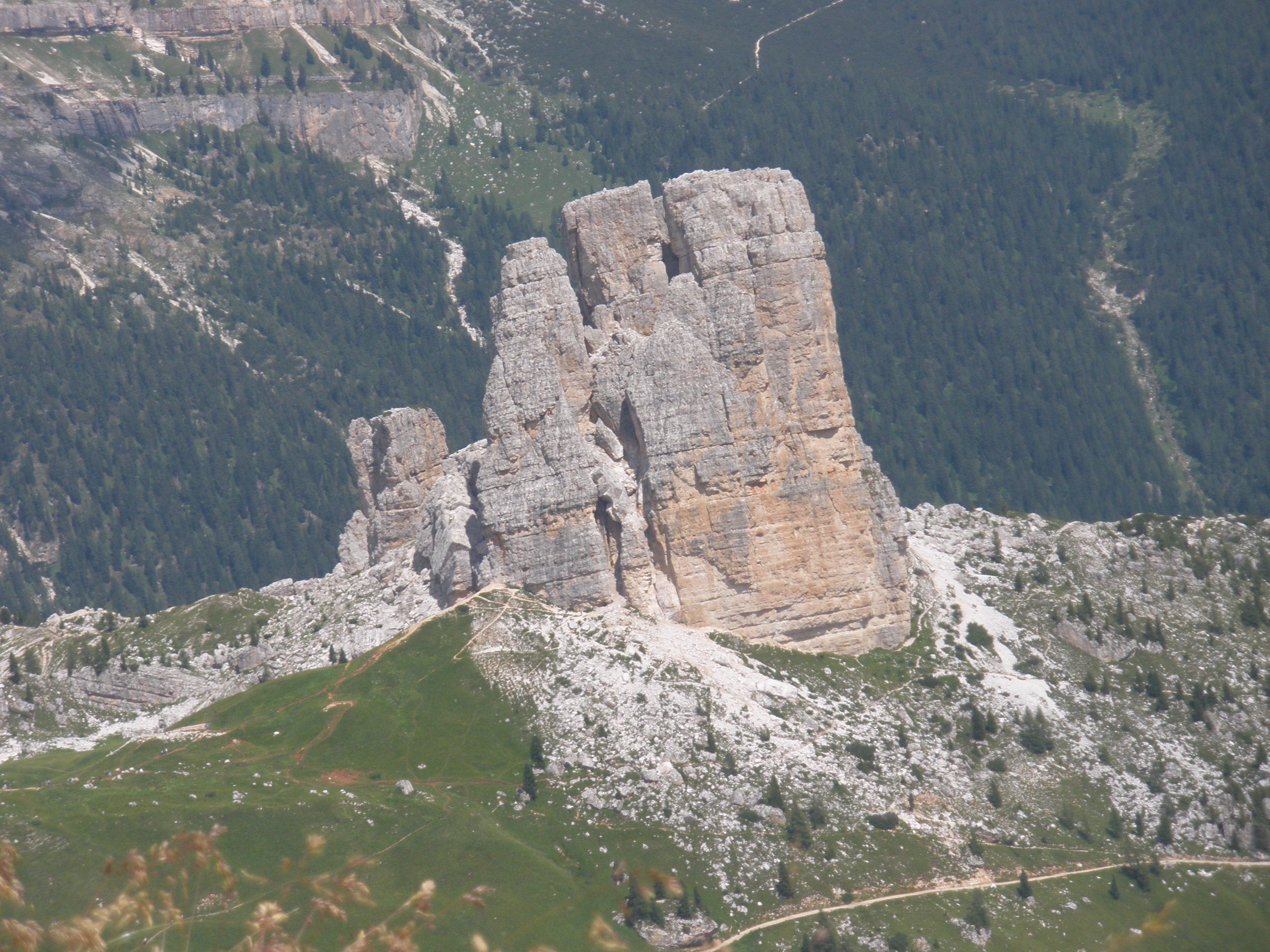
Le Cinque Torri riprese dal versante settentrionale del Nuvolau.
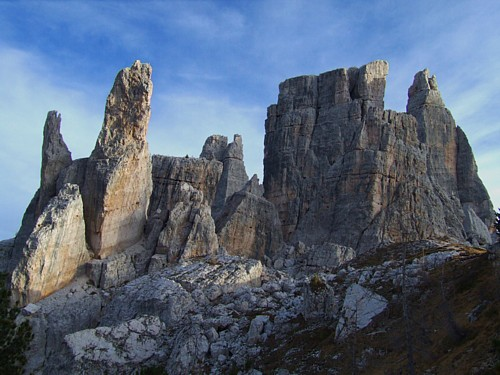
Le Cinque Torri.
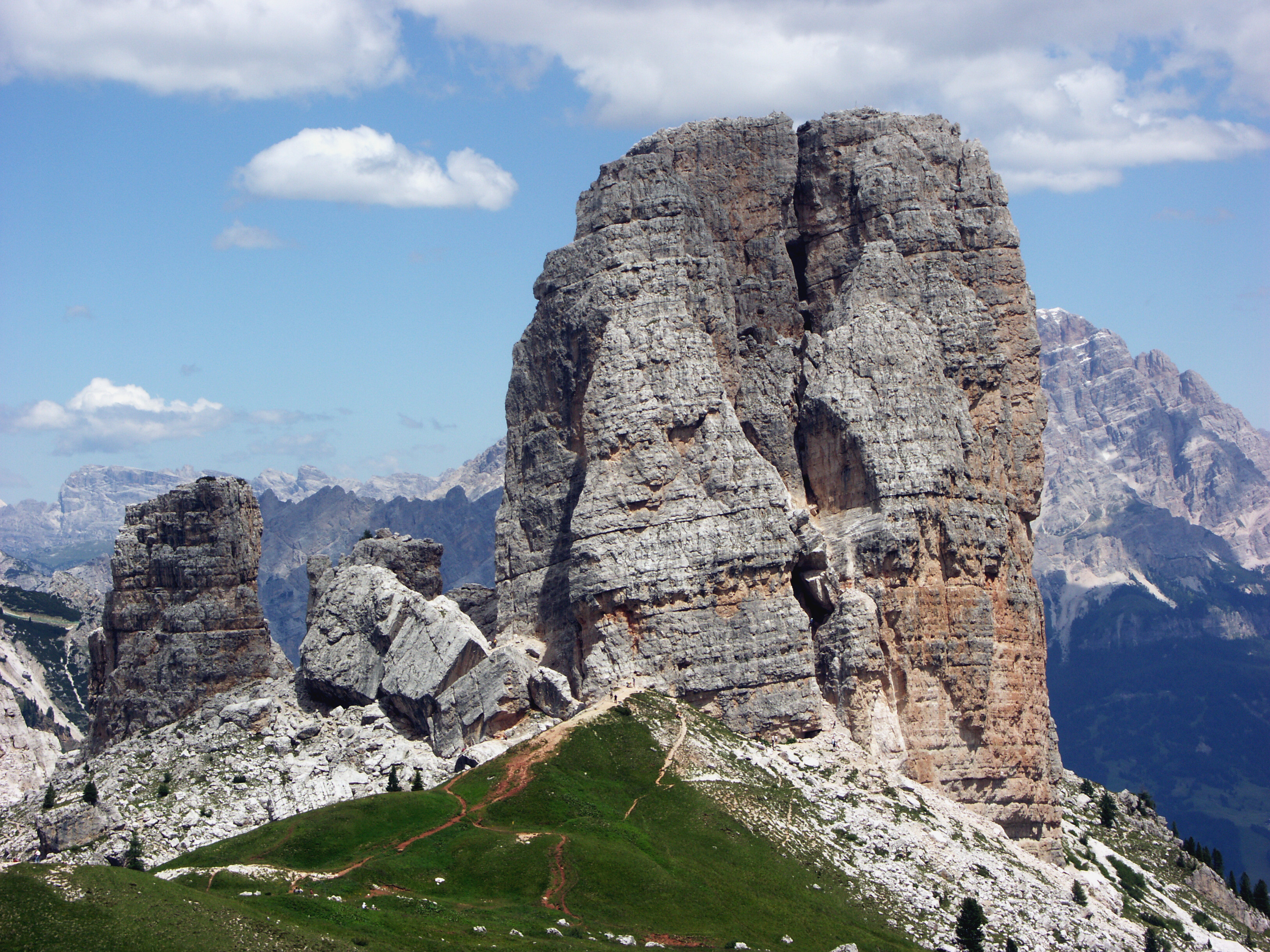
La "Torre Grande".